# 24 Hour Party People
24 Hour Party People es una película británica de 2002, considerada como de culto musical, que retrata las peripecias de una comunidad de bandas musicales de la ciudad de Mánchester entre finales de los años 70 y principios de los 90, y de Factory Records, empresa productora de sus discos. Fue escrita por Frank Cottrell Boyce y dirigida por Michael Winterbottom. La película es un drama basado en una combinación de eventos reales, leyenda urbanas, rumores y creaciones del autor durante el transcurso de la cinta. La película participó en la selección oficial del Festival de Cannes de 2002.

## Argumento
La historia comienza a finales de los años 1970 en los montes Peninos, donde Tony Wilson, un presentador de noticias para Granada Television se embarca en una aventura en ala delta, a pesar de no tener ninguna formación. Después de chocar varias veces y de sufrir una "desafortunada" lesión en el coxis, se aleja, luego se vuelve a la cámara, diciendo que la escena era un símbolo de lo que vendrá en muchos niveles. "No quiero decir demasiado, no quiero echar a perder la película. Voy a decir una sola palabra:. 'Ícaro' Si sabes lo que quiero decir, genial. Si no, no importa.. . Sin embargo, probablemente deberías leer más ".
Wilson no está satisfecho con su trabajo como periodista de noticias televisivas, la búsqueda de historias como la acrobacia ala delta frustrante, diciendo a su productor, Carl, "Yo soy un periodista de mierda serio ... fui a Cambridge." Wilson, a continuación, asiste a un concierto en junio de 1976 en el Manchester Lesser Free Trade Hall de Sex Pistols (Buzzcocks también iban a tocar, pero no estaban listos). A pesar de que solo asistieron cuarenta y dos personas, Wilson cita el concierto como un gran acontecimiento histórico que podría inspirar a los asistentes a "salir y hacer maravillas".
Por su parte, Wilson es presentador del programa musical So It Goes, pero decide ir más allá de simplemente poner bandas en la televisión y se meten en la promoción de conciertos. Con su amigo Alan Erasmus y Rob Gretton, Wilson comienza una serie semanal de conciertos de punk en un club de Mánchester. Es durante la noche de apertura, y la actuación de una banda que Gretton gestiona llamada Joy Division, que Wilson es capturado por su esposa, Lindsay, recibiendo sexo oral de una mujer en la parte posterior del coche del dueño del club "Van Nosh", Don Tonay. A continuación, Lindsay toma venganza teniendo relaciones sexuales en una cabina de aseo con Howard Devoto de Buzzcocks, y son descubiertos por Tony. El verdadero Devoto, interpretando a un conserje de la limpieza del lavabo del baño, luego se vuelve a la cámara y dice: "Yo definitivamente no me acuerdo de que esto haya sucedido."
Wilson y sus amigos siguen en el negocio de la música con la creación de Factory Records, que firma un contrato con Joy Division, dirigidos por el errático y melancólico cantante Ian Curtis, como la primera banda. Mostrando su dedicación, Wilson prepara un contrato de grabación para la banda, escrita con su propia sangre, dando a los artistas un control total sobre su música. El irascible productor discográfico Martin Hannett es contratado para producir a Joy Division, y pese a las grandes dificultades que se presentan durante la grabación, el resultado es satisfactorio.
El éxito es de corta duración, ya que justo antes de que Joy Division empezara una gira por los Estados Unidos, Curtis se suicidó ahorcándose. La noticia encuentra a Wilson mientras se prepara para hacer un reportaje acerca de un pregonero de la ciudad de Chester, y un angustiado Wilson solicita al pregonero que informe sobre la muerte de Curtis. Joy Division vence los obstáculos y sobrevive a la muerte de su cantante principal, pasando a llamarse New Order, y grabar la canción «Blue Monday».
Factory Records continúa con la construcción de su sala de conciertos, The Haçienda. El que se muestra en la película no fue el club real, sino una réplica construida en un espacio de una fábrica de Mánchester, el club original fue cerrado en 1997 y demolido en 2002, sustituido por apartamentos de lujo. El exterior del edificio se utiliza en algunas escenas. Otra banda de éxito, Happy Mondays, firmó con Factory Records, junto con la llegada del éxtasis y la popularidad de The Haçienda, se convierten en el motor de la naciente cultura rave.
A pesar de todo el éxito, Factory Records está perdiendo enormes cantidades de dinero, tanto en The Haçienda como en la grabación de sus bandas. En una escena, Erasmus señala que la portada del sencillo de 12" de «Blue Monday» hace perder cinco peniques por cada copia que se vende, porque el intrincado diseño de Peter Saville cuesta más de lo que gana la discográfica. Saville es, además, retratado por tener una reputación de incumplimiento en los plazos, entregando los carteles y los billetes para las fechas del club después de que los hechos ya han ocurrido. Los socios de Factory tratan de hacer el lanzamiento mediante su venta a London Records (que incluso hace una oferta para comprar Factory Records), pero cuando se revela que Factory no tiene contratos vigentes con cualquiera de sus artistas, el acuerdo no se concreta.
Otros problemas incluyen el uso de drogas por Shaun Ryder, líder de Happy Mondays, quien tiene las cintas maestras del cuarto álbum de estudio secuestradas, hasta que Wilson le da algo de dinero. Cuando la cinta original se reproduce, resulta que Ryder, a pesar de ser considerado por Wilson como "el mejor poeta desde Yeats", no fue capaz de escribir cualquier letra, por lo que todas las pistas para el costoso álbum registrado en Barbados, son instrumentales.
Hannett se ha convertido en imprevisible, tratando al mismo tiempo de disparar a Wilson con una pistola. Él tiene una pelea con Factory Records por las finanzas, y a la espiral en decadencia de Hannett debido al abuso de alcohol y heroína y su aumento de peso, muriendo a los 42 años. Mientras tanto, diversos aspectos de la vida de Wilson se pasan por alto, y Wilson se toma un momento para reconocer esto, rápidamente rozando su divorcio de su primera esposa, Lindsay, su segundo matrimonio y los niños, y su relación con la reina de belleza Yvette Livesey. Sus problemas de drogas y dificultades profesionales también las pasa por alto. "Yo soy un personaje secundario en mi propia historia", explica Wilson, diciendo que las historias sobre la música, y el Mánchester de esos años, son más importantes que la suya propia.

## Reparto
| Actor                 | Personaje        | Descripción                                                         |
| --------------------- | ---------------- | ------------------------------------------------------------------- |
| Steve Coogan          | Tony Wilson      |                                                                     |
| John Thomson          | Charles          | Productor de Granada Television                                     |
| Shirley Henderson     | Lindsay Wilson   | Exesposa de Tony Wilson                                             |
| Paddy Considine       | Rob Gretton      | Mánager de Joy Division y New Order y cofundador de Factory Records |
| Lennie James          | Alan Erasmus     | Cofundador de Factory Records                                       |
| Andy Serkis           | Martin Hannett   | Productor musical de Factory Records                                |
| Sean Harris           | Ian Curtis       | Vocalista de Joy Division                                           |
| John Simm             | Bernard Sumner   | Guitarrista de Joy Division y vocalista/guitarrista de New Order    |
| Ralf Little           | Peter Hook       | Bajista de Joy Division y New Order                                 |
| Tim Horrocks          | Stephen Morris   | Baterista de Joy Division y New Order                               |
| Danny Cunningham      | Shaun Ryder      | Vocalista de los Happy Mondays                                      |
| Chris Coghill         | Mark Berry "Bez" | Bailarín y percusionista de los Happy Mondays                       |
| Paul Popplewell       | Paul Ryder       | Bajista de los Happy Mondays; hermano de Shaun                      |
| Ron Cook              | Derek Ryder      | Padre de Shaun y Paul Ryder                                         |
| Kieran O'Brien        | Nathan           | Mánager de los Happy Mondays                                        |
| Raymond Waring        | Vini Reilly      | Vocalista y guitarrista de The Durutti Column                       |
| Dave Gorman           | John the Postman | Cantante                                                            |
| Peter Kay             | Don Tonay        |                                                                     |
| Enzo Cilenti          | Peter Saville    | Diseñador de las portadas de los discos de Factory Records          |
| Rob Brydon            | Ryan Letts       | Columnista                                                          |
| Simon Pegg            | Mick Middles     | Autor; columnista de la revista Sounds                              |
| Christopher Eccleston | Boethius         |                                                                     |
| John Stammers         | Marc Riley       | Locutor radial y exbajista de The Fall (escena eliminada)           |

Cameos
| Actor                                                                   | Personaje                                                |
| ----------------------------------------------------------------------- | -------------------------------------------------------- |
| Tony Wilson                                                             | el director de 'Wheel of Fortune'                        |
| Nigel Pivaro                                                            | el actor de Granada Television                           |
| Kenny Baker                                                             | el cuidador del zoológico                                |
| Howard Devoto, vocalista de Buzzcocks y Magazine,                       | él mismo / el conserje de la limpieza                    |
| Rowetta, vocalista femenina de los Happy Mondays,                       | ella misma                                               |
| Terri Seymour                                                           | ella misma                                               |
| Paul Ryder                                                              | el narcotraficante y portero del club Haçienda           |
| Clint Boon, tecladista de los Inspiral Carpets,                         | Ernie, el asistente del tren                             |
| Elizabeth Dawn                                                          | la madre de Ian Curtis                                   |
| Martin Coogan, vocalista de The Mock Turtles y hermano de Steve Coogan, | asistente al club The Factory                            |
| Jon DaSilva                                                             | él mismo                                                 |
| Mark E. Smith, vocalista de The Fall,                                   | el hombre en la fila del club The Factory                |
| Mark Pickering, DJ del club Haçienda,                                   | él mismo                                                 |
| Dave Haslam, DJ del club Haçienda,                                      | él mismo                                                 |
| Vini Reilly                                                             | el asistente de los amplificadores                       |
| Keith Allen                                                             | Roger Ames, ejecutivo de London Records                  |
| Gary Mounfield, bajista de The Stone Roses y Primal Scream,             | el sonidista de los Happy Mondays                        |
| Fiona Allen, quien trabajó                                              | portera en The Haçienda en la vida real, como ella misma |
| Conrad Murray                                                           | Bailey Brother                                           |